# Lux Musicae
Lux Musicae är en finländsk musikfestival som ordnas årligen i Sjundeå, Nyland. Vanligtvis tar festivalen plats i november och förutom musik är också ljus en viktig del av festivalen. Bland annat Sjundeå S:t Petri kyrka, Svidja slott, Sjundby slott och Sjundeå kommunbibliotek har fungerat som konsertlokaler under evenemanget. Lux Musicaes nyckelord är ny och gammal musik. Varje år har sitt eget tema och för år 2021 var temat "Förenade vid havet".

Lux Musicae ordnas av organisationen Siuntio Soi - Musik i Sjundeå, som leds av Arja Alho. Musikfestivalet stöds av till exempel Konstsamfundet, Sjundeå kommun, Varuboden-Osla och Centret för konstfrämjande. Olika lokala organisationer, så som Sjundeå kyrkliga samfällighet och Lions Club Siuntio-Sjundeå, har ofta varit i samarbete med Siuntio Soi - Musik i Sjundeå.

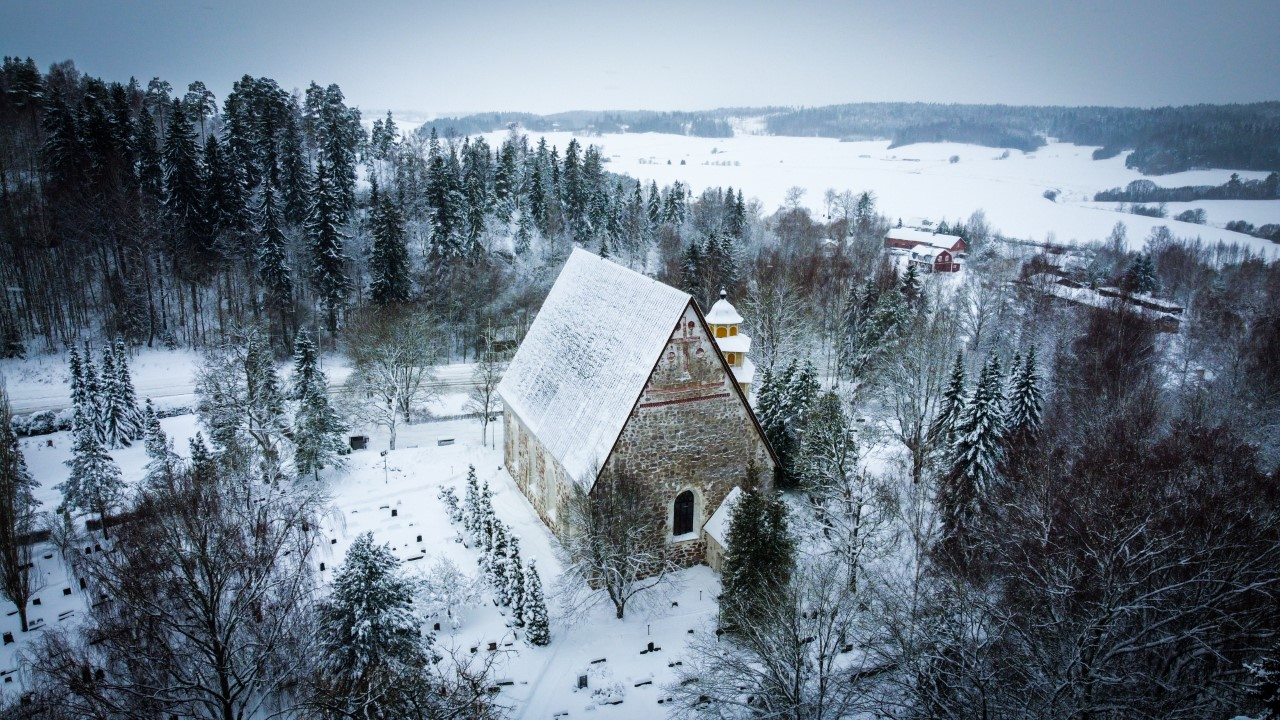
Sjundeå S:t Petri kyrka
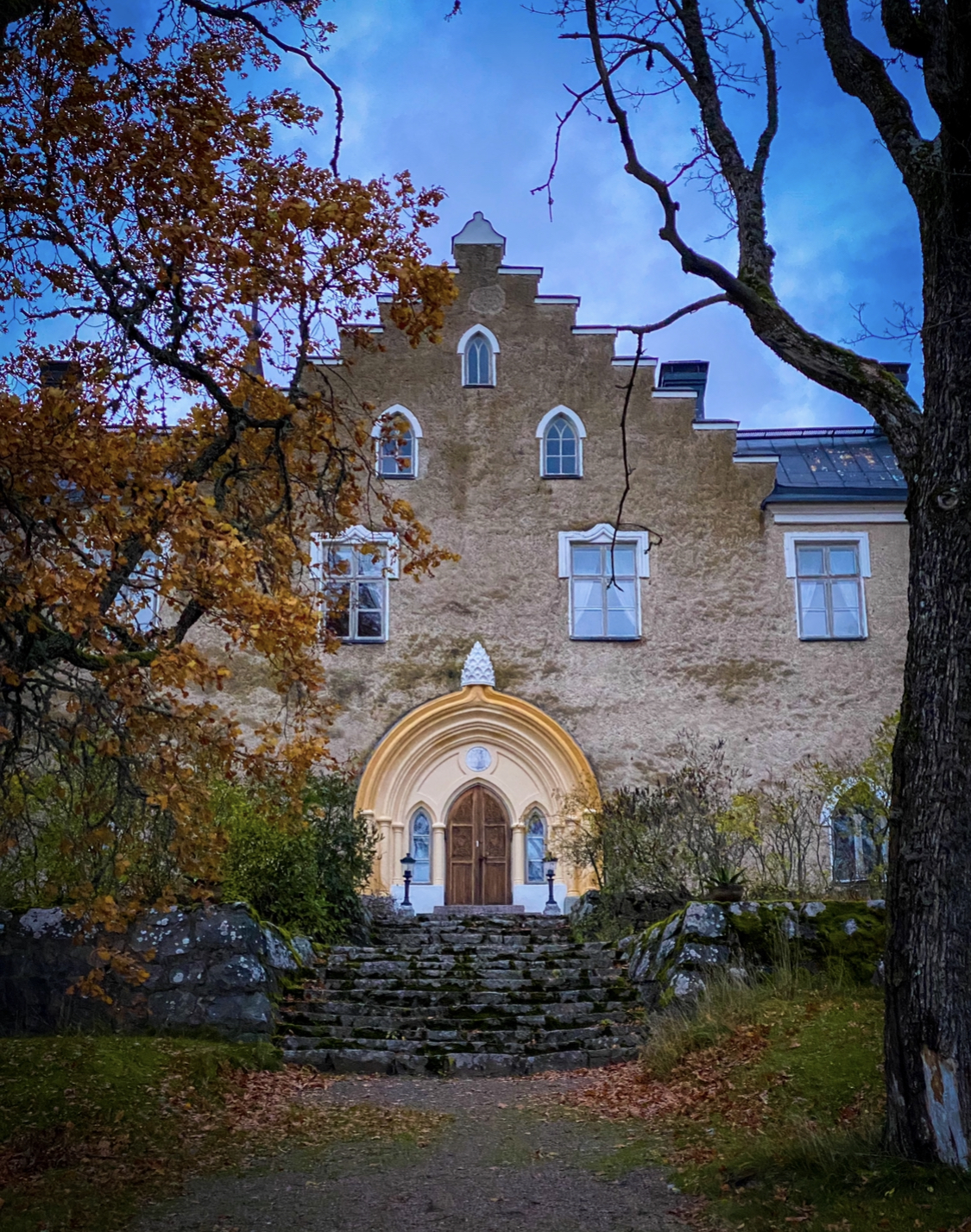
Svidja slott
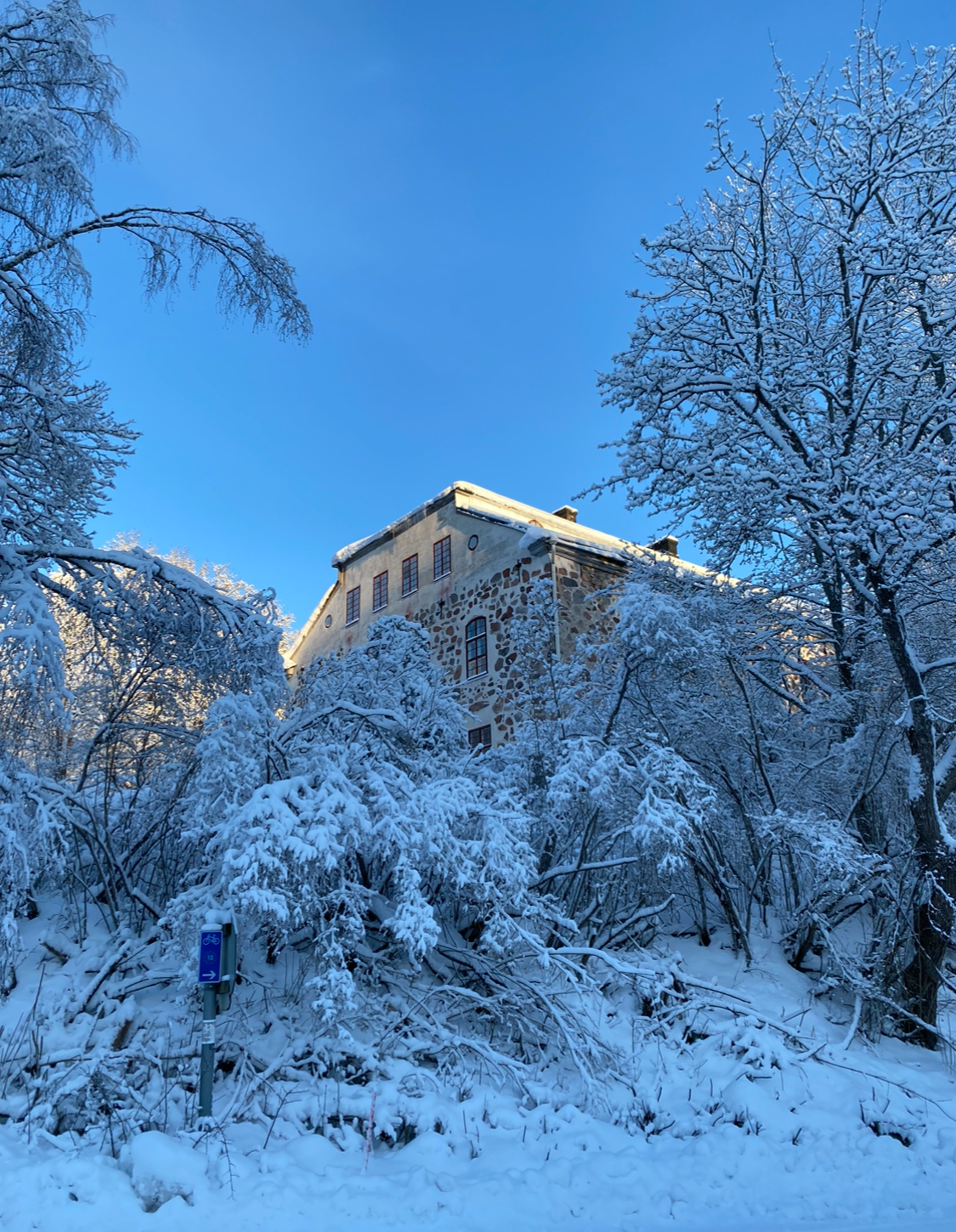
Sjundby slott

## Teman
- 2015: "Prinsessan leker"
- 2016: "Brytning"
- 2017: "Fennia Nova"
- 2018: "Över svarta vatten"
- 2019: "Minnets stigar"
- 2020: "Förenade vid havet"
- 2021: "Mot nya toner"
- 2022: "Jag lever"
- 2023: "Lyssna, naturen andas"
- 2024: "Ur djupet av mitt hjärta"